# Arsenije Pešić
Arsenije Pešić (in serbo Арсеније Пешић?; Ivanić-Grad, 10 giugno 1955) è un ex cestista jugoslavo.

## Palmarès
- YUBA liga: 2

Partizan Belgrado: 1978-79, 1980-81
- Coppa di Jugoslavia: 2

Partizan Belgrado: 1979
IMT Belgrado: 1987
- Coppa Korać: 2

Partizan Belgrado: 1977-78, 1978-79